# Hold On, I'm Comin' (Sam & Dave)
Hold On, I'm Comin' is het debuutalbum uit 1966 van het Amerikaanse Soul-duo Sam & Dave. De grootste hit van het album was de door Isaac Hayes en David Porter geschreven titelsong Hold On, I'm Coming.
Volgens Steve Cropper, gitarist van Booker T. & the M.G.'s, kwam dit nummer tot stand toen David Porter lang op de wc zat en naar een ongeduldige Isaac Hayes riep: "Hold On, I'm Coming". Beide mannen herkenden de seksuele ondertoon en voltooiden het nummer binnen een uur.

## Tracks

### Voorzijde
1. "Hold On, I'm Comin'" - 2:36
2. "If You Got the Loving" (Steve Cropper, Hayes, Porter) - 2:33
3. "I Take What I Want" (Hayes, Mabon "Teenie" Hodges, Porter) - 2:33
4. "Ease Me" - 2:25
5. "I Got Everything I Need" (Cropper, Eddie Floyd, Alvertis Isbell) - 2:56
6. "Don't Make It So Hard on Me" (Floyd, Willa Dean "Deanie" Parker) - 2:45

### Achterzijde
1. "It's a Wonder" - 2:53
2. "Don't Help Me Out" - 3:09
3. "Just Me" (Randall Catron, Mary Frierson, Parker) - 2:40
4. "You Got It Made" - 2:33
5. "You Don't Know Like I Know" - 2:40
6. "Blame Me (Don't Blame My Heart)" (Cropper, Isbell) - 2:22

## Artiesten
- Sam Moore – zang
- Dave Prater – zang
- Booker T. & the M.G.'s en de Mar-Key Horns:
  - Booker T. Jones – orgel
  - Steve Cropper – elektrische gitaar
  - Donald Dunn – bas
  - Al Jackson, Jr. – drums
  - Isaac Hayes – orgel
  - Charles "Packy" Axton – tenor saxofoon
  - Don Nix – saxofoon
  - Wayne Jackson – trombone en trompet